# Alexander Macalister
Alexander Macalister (1844 à Dublin en Irlande - 1919) est un médecin, un anatomiste et un zoologiste irlandais.

## Biographie
Son père, Robert Macalister, est secrétaire à la société irlandaise de l'École du dimanche. Son père le destine d’abord au commerce. Il montre très jeune des dispositions pour la biologie et fréquente assidûment le Jardin botanique de Glasnevin, ce qui attire l’attention du conservateur du jardin. Celui-ci conseille au père d’Alexander de l’orienter vers des études scientifiques. Alexander est inscrit, sur recommandations, à l’âge de 14 ans, à l’école de médecine de Dublin, la Royal College of Surgeons in Ireland. À 16 ans, il devient démonstrateur d’anatomie à l’école. Il entre peu après au Trinity College de Dublin et devient professeur de zoologie à l’université de Dublin alors qu’il n’avait pas fini son cursus. Après l’obtention de son diplôme, il devient professeur d’anatomie et de chirurgie au Trinity College en 1877.
Auteur prolifique, il commence à 26 ans la rédaction d'un grand traité de zoologie. Son traité d’anatomie paraît en 1889. Il commence à s’intéresser à l’histoire de l’anatomie.

## Source
- (en) E. Barclay-Smith (1919), Professor Alexander Macalister, M.D., F.R.S., etc. 1844-1919, Journal of Anatomy, 54 (1) : 96-99.